# По щучому велінню (казка)
По щучому велінню (рос. По щучьему велению, Емеля дурак, «казка о Емеле-дурачке) — російська народна казка.

## Сюжет
У деякому царстві, в деякому государстві жив-був роботящий, але невдачливий парубок Ємеля. Скільки він не працював — усе даремно! Аж раптом і його удача знайшла: впіймавши випадково щуку-чарівницю, зглянувся Ємеля, відпустив її, і в нагороду щука стала виконувати всі його бажання.
Спочатку Ємеля використовує отриманий дар у дрібних побутових цілях — змушує відра йти за водою, сокиру — рубати дрова, палицю — бити недругів. Крім того, він пересувається на саморушних санях без коня, а згодом керує пічкою (оскільки не хоче залишити улюблену лежанку). Їзда на печі — один із яскравих епізодів казки. Цікаво, що керуючи своїми транспортними засобами, Ємеля безжально давить людей («А навіщо вони під сани лізли?»). Серед фольклористів існує думка, що ця деталь вказує на царську природу Ємелі, який до певного часу залишається «темною конячкою», а згодом виявляє свою героїчну, неабияку сутність.
У царя Гороха була примхлива дочка — царівна Несміяна. Цар пообіцяв видати її заміж за того, хто її розсмішить. Хоча Ємеля і розсмішив царівну, цар велів прогнати мужика з палацу. Ємелю заманюють до палацу за допомогою подарунків, і цар пред'являє йому претензію, яка, по суті, обмежується усною доганою. А Ємеля в цей час встигає побажати, щоб царська дочка покохала його. Коли він вирушає додому, та починає тужити і вимагає повернути селянського парубка. Цар погоджується, але коли Ємеля приїжджає вдруге, царівна тікає з коханим.

## Сенс
Ємеля надзвичайно лінивий: невісткам доводиться довго просити його виконати будь-яку, навіть нескладну роботу. Єдине, що може спонукати його на дію — це обіцянка гостинців, на які він ласий. У цьому полягає прихована, здавалося б непомітна, іронія, оскільки ім'я Ємеля за однією з версій у перекладі з латині означає «працьовитий». Не дивлячись на це парубок має якості, які роблять його справжнім героєм: він спритний і щасливий, зумів голими руками спіймати чарівну щуку в ополонці та отримати від неї магічну силу (у термінології В. Я. Проппа щука стає «чарівним помічником» сільського дурника).